# Довгі роки
«Довгі роки» (англ. Years and Years) — британський драматичний телесеріал 2019 року випуску. Був анонсований у червні 2018 року, зйомки почалися у жовтні. Розповідає про життя британської родини Лайонсів, на фоні якого зображено прихід до влади Вів'єн Рук — епатажної політикині й підприємиці, що не звикла приховувати свої суперечливі думки, які розділяють націю. Серіал «жорстко критикує сьогодення, нігілістично зображуючи майбутнє».

## Ролі виконували
- Емма Томпсон — Вів'єн Рук — епатажна депутатка, що прийшла у політику з бізнесу та стала відомою завдяки ненормативній лексиці в прямому ефірі, провівши свою партію в парламент завдяки популістичній риториці.
- Джесіка Гайнс — Едіт Лайонс — найстарша із дітей родини, політична та екологічна активістка, роками не бувала вдома, роз'їжджаючи по різних «гарячих точках».
- Рорі Кіннір — Стівен Лайонс — старший брат, працює фінансовим консультантом, одружений і має двох доньок.
- Т'Нія Міллер[en] — Селеста — дружина Стівена, бухгалтерка.
- Рассел Тові — Даніель Лайонс — середній брат, гей, працює в організації, що займається розселенням біженців.
- Рут Мадлі — Розі Лайонс — менша сестра, має розщеплення хребта, користується інвалідним візком, мати-одиначка, працює менеджеркою у шкільній їдальні.
- Енн Рейд[en] — Мюріел Дікон — бабуся родини по матері, яка нещодавно померла; родина з'їжджається до неї на свята.
- Діно Фетшер[en] — Ральф — гей, чоловік Даніеля.
- Лідія Вест[en] — Бетані — старша донька Стівена і Селести, трансгуманістка.
- Джейд Аллейн[en] — менша донька Стівена.
- Максим Болдрі — Віктор Горайя — український біженець, гей, коханий Даніеля.

## Серії
| № серії | Назва серії | Режисер(и)                        | Сценарист(и)     | Оригінальна дата показу | Глядачів U.K. (млн) |
| --- | ----------- | --------------------------------- | ---------------- | ----------------------- | ------------------- |
| 1 | Episode 1   | Саймон Кехлан Джонс               | Рассел Ті Дейвіс | 14 травня 2019          | 4,26                |
| 2019 рік. Члени родини Лайонс із сім'ями дивляться вечірнє ток-шоу, де маловідома політична діячка Вів'єн Рук говорить, що їй насрати на проблеми у відносинах між Ізраїлем та Палестиною. Багатьох шокує її грубість, але цим вона запам'ятовується. Розі народжує другого сина. Стівен і Селеста мають проблеми зі спілкуванням із донькою-підліткою Бетані. Даніель одружується із Ральфом. У 2022 році Вів'єн балотується, але програє на виборах. 2024 рік. Трамп удруге став президентом, Єлизавета II померла, Китай будує штучний острів Хон Ша Дао у спірних із Америкою водах і влаштовує там військову базу. В Україні 97 % виборців проголосували за об'єднання з Росією. Поширюються чутки, що інші 3 % зазнають репресій та будуть кудись переселені. Також не пощастило ЛГБТ людям: згідно із законом, запропонованим комуністами, публічний прояв одностатевих стосунків вважається серйозним порушенням. Вів Рук постійно використовує під час виступів слово «fuck», його запікують та зображують у вигляді «****». Таку назву Вів дає своїй партії. Даніель керує зведенням тимчасового табору для біженців із України. Там він знайомиться із Віктором Горайєю та закохується в нього. Бетані зізнається батькам, що хоче завантажити свою свідомість у «хмару» і стати постлюдиною. Вони шоковані. На день народження Мюріел збирається вся родина, окрім Едіт, з якою спілкуються через відеодзвінок. Вмикається тривожна сирена, бо з'являється інформація, що Трамп наказав вистрілити по Хон Ша Дао ядерною бомбою. Едіт знаходиться у В'єтнамі, неподалік проблемного острова, і бачить вибух. Всі панікують. Даніель залишає родину та їде у табір для біженців, де зраджує своєму чоловікові з Віктором. |             |                                   |                  |                         |                     |
| 2 | Episode 2   | Саймон Кехлан Джонс               | Рассел Ті Дейвіс | 21 травня 2019          | 2,297               |
| 2025 рік. Едіт повертається у Британію та виступає по ТБ із розповіддю про ядерний вибух. Вона демонструє відео зруйнованого міста, де загинули близько 45 тис. людей. Відео було зняте летючим дроном, який відправили з корабля, де вона перебувала. Едіт каже, що вони були змушені підпливти до острова на 8 км, і отримана нею кількість радіації скоротить її життя років на 20. Бетані вираховує, що насправді тітці залишилося прожити років 10, але та просить її не розповідати про це іншим. Селеста втрачає роботу, і сім'я змушена продати будинок у Лондоні. Бетані виповнюється 18 років і вона робить операцію з введення імплантів у пальці руки та зап'ястя, щоб мати змогу користуватися мобільним зв'язком без телефону. Даніель живе з Віктором та знаходиться у процесі розлучення з Ральфом. Останній злиться і таємно повідомляє владу, що коханець чоловіка незаконно влаштувався на роботу. Віктора затримують і відразу депортують в Україну. Розі й Едіт присутні на передвиборних дебатах, де Вів Рук демонструє роботу пристрою, що глушить інтернет-сигнал, і обіцяє запровадити його у школах, бо діти начебто дивляться порно. Розі стає її палкою прихильницею. На банківський рахунок Стівена приходять кошти за проданий будинок (£ 1,2 млн.), але вони не можуть їх забрати через банкрутство банку. Отримують лише страховку у 85 тис. У Британії фінансова криза, багато фінсистів втрачають роботу, включно із Стівеном. Він із сім'єї переїжджає жити до бабусі Мюріел у Манчестер. |             |                                   |                  |                         |                     |
| 3 | Episode 3   | Саймон Кехлан Джонс               | Рассел Ті Дейвіс | 28 травня 2019          | 1,29                |
| Рук пропонує дозволити голосувати людям, у яких IQ не менше 70. Українська поліція хоче заарештувати Віктора, але йому вдається втекти. Даніель працює над тим, щоб вивезти його у країну, де ЛГБТ не переслідують. Йому це вдається, і Віктора переправляють в Іспанію. Стівен влаштовується на низькооплачувану роботу кур'єра та починає зраджувати дружині з напарницею. Селеста дізнається про це, але мовчить. Помирає батько Лайонсів, який покинув сім'ю після народження доньки з інвалідністю. Він одружився вдруге та мав ще одного сина. Брати та сестри їдуть на його похорон. Виявляється, тіло батька піддали ресомації, і кожному з них віддають колбочки з розчином. Едіт випиває його. Бетані з подругою, теж трансгуманісткою, нікому не сказавши, їдуть робити операцію у нелегальну клініку, що базується на іноземному кораблі. Вона витрачає £10 тис., що їй колись виділив батько, але відмовляється від операції, коли бачить її негативний вплив на організм подруги: останній замінили око на штучне із вмонтованою камерою, що мала передавати зображення у мозок; натомість воно некеровано рухається і транслює лише на ноутбук. Селеста сварить доньку, але рада, що з нею все гаразд. Стівен із рідними повертається із похорону і спеціально наїжджає на велосипед кур'єра, якого вони зустрічають по дорозі. З'ясувалося, що їхній батько помер від сепсису, який виник від подряпини, після того, як на чоловіка наїхав кур'єр. Партію «****» обирають до парламенту. І хоча вона отримує невелику кількість мандатів, але здобуває так звану «золоту акцію», тобто інша партія має звернутися до них задля формування більшості. |             |                                   |                  |                         |                     |
| 4 | Episode 4   | Саймон Кехлан Джонс               | Рассел Ті Дейвіс | 4 червня 2019           | 2,173               |
| 2027 рік. Вів Рук стає прем'єркою. Стівен за гроші бере участь у випробуваннях ліків, у нього починаються неконтрольовані повороти голови. Він кличе у клініку коханку, щоб та відвезла його до себе додому, а медсестра помилково ще викликає дружину. Селеста застає коханців разом. Вона розповідає про зраду всій сім'ї. Мюріел порівнює Стівена з його батьком, згадуючи, що зять зраджував її доньку, і проганяє його із дому жити до коханки в однокімнатну квартиру. У Розі новий хлопець. Вони разом організовують кав'ярню на колесах. Едіт переживає, щоб новенький не виявився педофілом. В Іспанії до влади приходять крайні ліві, Віктору знову загрожує депортація. Даніель знімає всі гроші із рахунку (15 тис.) і їде до нього. Домовляються про перевезення Горайї у багажному відділенні автобуса, що перевозить групу знайомих їм артистів. У Франції їм доводиться тікати, щоб уникнути обшуку. Вони віддають торгівцям фальшивими документами шість тисяч, але ті, виманивши ще й паспорт Даніеля, тікають. Хлопці звертаються до нелегальних перевізників. Ті підвозять їх до надувного човна, яким треба пливти до Британії аж 30 км. Нелегалів у човен набивається забагато, і під час шторму за кілометр від омріяного берега він перекидається. Більшість людей тоне, серед них і Даніель. Віктор, маючи ключі від його дому, приходить туди. Він телефонує родині і повідомляє сумну новину. |             |                                   |                  |                         |                     |
| 5 | Episode 5   | Ліза Малкехі (англ. Lisa Mulcahy) | Рассел Ті Дейвіс | 11 червня 2019          | 2,239               |
| 2028 рік. Вів Рук постійно говорить про добробут та свободу, але тих, хто її відкрито критикує, починають заарештовувати. Відбулося два теракти із брудними бомбами. Британія потерпає від дощу, що тривав 80 днів. Величезна кількість постраждалих від затоплення потребує переселення. Закон передбачає їх підселення до людей, що мають вільні кімнати у будинку. Багатьом це не подобається. Віктора тримають у притулку для біженців, це — майже в'язниця. Росія поки не вимагає його повернення, але, щоб отримати дозвіл на проживання у Британії, потрібно багато грошей на адвоката. Розі, а частіше Едіт, відвідують Горайю та намагаються допомогти йому. Але Стівен звинувачує хлопця у смерті брата і дуже на нього злий. Віктор розповідає Едіт чутки про так званих «erstwhile» (колишніх) — людей, що зникли. Нібито влада позбувається людей, що їй заважають. Міста починають ділити на спеціальні райони, розмежовуючи їх загорожами. Нова ліцензія Розі на торгівлю поширюється лише на один її район. Роботодавець Бетані (одна з урядових організацій) погоджується сплатити за її чергову операцію. Тепер вона має омріяну камеру в очах та інші імпланти, що дозволяють їй подумки підключатися до інтернету. Зір Мюріел серйозно погіршується, і вона витрачає 10 тис. на швидку і безболісну операцію. Розі із її напарником планують одружитися, і Едіт переїжджає до своєї подруги. Вони стають парою. Жінка прагне більше дізнатися про зниклих людей. Вона підмовляє Бетані із її новими можливостями допомогти їй проникнути в секретний архів, де зберігається інформація про erstwhile. Важливу інформацію тепер знову зберігають на папері, бо дуже часто стаються вимкнення електрики. Стівен картається через безгрошів'я і влаштовується на високооплачувану роботу до однокласника, який принизливо називає його «мавпою». На вечірці для обраних, куди запросили представників їх компанії, він зустрічає Вів'єн Рук і жаліється їй на смерть свого брата. Мабуть, не маючи з ким поговорити, вона зізнається йому, що її контролюють згори, і якщо вона не виконуватиме накази, її уб'ють. Виявляється, фірму, де працює Стівен, обрали для побудови двох нових концентраційних таборів. Саме туди таємно вивозять людей, яких потім називають «зниклими». Їх зачиняють там і чекають, доки «природа візьме своє», і вони всі помруть. Стівен, щоб помститися Віктору, використовує свій доступ до системи розподілення і відправляє хлопця до вже існуючого концтабору. Бетані, яка віртуально стежить за членами своєї родини, дізнається про це.                |             |                                   |                  |                         |                     |
| 6 | Episode 6   | Ліза Малкехі                      | Рассел Ті Дейвіс | 18 червня 2019          | 2,611               |
| 2029 рік. Значно зріс тиск на журналістів, BBC закрилося. Стівен порвав із коханкою. Бетані розповіла Едіт, що її батько послав Віктора у табір смерті. Багато людей там хворіють інфекційними захворюваннями. Дехто має телефони, але зв'язатися з рідними неможливо, бо на території встановлені вежі, що глушать сигнал. Едіт вмовляє племінницю допомогти їй звільнити Віктора, а головне — поширити інформацію про табори в інтернеті, адже новини про це влада моментально видаляє. Жінка разом із подругою змогла заїхати на територію табору під виглядом доставки їжі. Коли на виїзді вони зупиниляся, щоб підібрати Горайю, це помітили охоронці. Жінки почали знімати їх на телефони, але останні лише реготали, знаючи, що відео неможливо надіслати. Але друзі-активісти Едіт вистрілили через паркан у вежу із гранатомета, вона запалала. Усі в'язні, що мали телефони, стали знімати і транслювати відео. Едіт непритомніє, бо вже серйозно дається взнаки радіаційне ураження. Бетані разом із друзями, що також мали імпланти, сприяли поширенню інформації. Одночасно з цими подіями Розі дізналася, що її старшого сина разом із іншими підлітками заблокували в іншому районі, бо вони не встигли вийти звідти до певного часу. Разом з іншими батьками вона вимагає у поліцейських на блок-посту відчинити ворота, але ті відмовляються. Тоді вона разом із молодшим сином проламує їх своїм авто. Натовп це радісно підтримує, теж відправляючи відео в інтернет. Селеста завдяки рекомендаціям Стівена отримує роботу у компанії, де він працює. Вона робить це, щоб врятувати його, видаливши інформацію про його причетність до таборів. Стівен застає її «на гарячому». Він дістає пістолет, який придбав нелегально. Селеста думає, що чоловік хоче убити її, але насправді він планує застрелитися після того, як відправить у поліцію докази причетності Вів'єн Рук до смерті людей у таборах. Селеста вмовляє його не робити цього. Прибігає керівник, Стівен стріляє йому в ногу. Рук заарештовують, але ті, хто нею керував, залишаються невідомими. ВВС знову відкривається. Стівен отримав три роки в'язниці. Вони із Селестою не зійшлися знову, але живуть у мирі. Розі одружилася й народила ще одного сина. 2034 рік. Едіт знаходиться на останній стадії «оцифрування мозку». Вона має інформацію, що замість Вів Рук у в'язниці знаходиться інша особа, тому після повного переходу у цифровий світ планує знайти злочинницю та її керівників. Родина зібралася у будинку Мюріел. Після повідомлення про смерть тіла Едіт вони отримують дзвінок. Мабуть, це вона… |             |                                   |                  |                         |                     |